# خطوط بلو بانوراما
خطوط بلو بنوراما (بالإيطالية: Blue Panorama Airlines)‏ هي شركة طيران إيطالية سابقة منخفضة التكلفة تأسست في روما في عام 1998 كانت تقدم رحلات متوسطة وقصيرة من قواعدها الرئيسية في مطار ليوناردو دا فينشي ومطار مالبينسا.
أوقفت الشركة عمليات الطيران في 27 أكتوبر 2021 بسبب المشاكل الاقتصادية.

## اتفاقية الرمز المشترك
كان لدى خطوط بلو بانوراما اتفاقية الرمز المشترك مع الشركات التالية:
- Albawings[5]
- الخطوط الجوية الكوبية[6]

## الأسطول
اعتبارًا من نوفمبر 2022، لم يعد أسطول بلو بانوراما يتضمن أي طائرة. وسبق للشركة تشغيل الطائرت التالية:
| الطائرة              | المجموع | أدخلت | سحبت | ملاحظات                                     |
| -------------------- | ------- | ----- | ---- | ------------------------------------------- |
| إيرباص إيه 330       | 2       | 2019  | 2022 |                                             |
| إيه تي آر 72         | 1       | 2015  | 2015 | مستأجرة من Avanti Air                       |
| بوينغ 737-300        | 2       | 2000  | 2000 | مستأجرة من خطوط ستيرلينغ الجوية             |
| بوينغ 737-300        | 2       | 2002  | 2003 | مستأجرة من الخطوط الجوية الدولية الأوكرانية |
| بوينغ 737-300        | 1       | 2015  | 2020 |                                             |
| بوينغ 737-400        | 16      | 1999  | 2020 | مستأجرة من Air Horizont وطيران هاباج ‏       |
| بوينغ 737-500        | 1       | 2013  | 2016 |                                             |
| بوينغ 737-800        | 10      | 2000  | 2022 |                                             |
| بوينغ 757            | 2       | 2005  | 2012 |                                             |
| بوينغ 767            | 10      | 2002  | 2020 |                                             |
| Piaggio P.180 Avanti | 3       | 2009  | 2014 |                                             |